# Louise Bryantová
Louise Bryantová (nepřechýleně Louise Bryan, 5. prosince 1885 San Francisco – 6. ledna 1936 Sèvres) byla americká feministka, levicová politická aktivistka a novinářka, která se nejvíce proslavila svým probolševickým zpravodajstvím o říjnové revoluci v Rusku.

## Životopis
Narodila se v roce 1885 v San Franciscu jako Anna Louise Mohan. Jako mladá dívka začala používat příjmení svého nevlastního otce, Sheridana Bryanta. Vyrůstala na venkově v Nevadě a navštěvovala Nevadskou univerzitu v Renu a Oregonskou univerzitu v Eugene, kterou absolvovala v roce 1909 s titulem z historie. Věnovala se pak novinářské kariéře, stala se společenskou redaktorkou časopisu Spectator a psala i pro noviny The Oregonian. Během těchto let strávených v Portlandu (1909–1915) se stala aktivní v hnutí za volební právo žen. V roce 1915 opustila svého prvního manžela a následovala svého kolegu komunistického novináře Johna Reeda (za kterého se provdala v roce 1916) do Greenwich Village, kde navázala přátelství s předními levičáky a feministkami té doby (Emma Goldmanová, Alexander Berkman aj.). Během volebního shromáždění Národní ženské strany ve Washingtonu v roce 1919 byla zatčena a strávila tři dny ve vězení. Ona i Reed měli řadu nemanželských vztahů, k jejím milencům patřil krom jiných dramatik Eugene O'Neill.
Ve své reportáži o únorové a říjnové revoluci v roce 1917 psala s obdivem o jejích vůdcích, jako byli Jekatěrina Breško-Breškovská, Marija Spiridonova, Alexandr Kerenskij, Vladimir Lenin nebo Lev Trockij. Její novinové reportáže z Petrohradu a Moskvy, publikované v Hearstových tiskovinách, se objevily v novinách po celých Spojených státech a Kanadě. Sbírka článků z její první cesty byla publikována v roce 1918 pod názvem Six Red Months in Russia. Během následujícího roku obhajovala bolševickou revoluci i ve své výpovědi před Overmanovým výborem, senátním podvýborem založeným v září 1918 za účelem vyšetřování zahraničního vlivu ve Spojených státech. Později v roce 1919 podnikla celostátní řečnické turné, kde hájila bolševismus a odsoudila ozbrojenou americkou intervenci v Rusku.
Po Reedově smrti na tyfus v roce 1920 pokračovala v psaní pro Hearsta o událostech v Rusku, Turecku, Maďarsku, Řecku, Itálii a na Středním východě. Některé články z tohoto období byly shromážděny v roce 1923 do knihy Mirrors of Moscow. Později téhož roku se provdala za Williama C. Bullitta mladšího, se kterým měla následující rok své jediné dítě, Anne. V pozdějších letech jí byla diagnostikována vzácná a bolestivá Dercumova nemoc (adiposis dolorosa). Kvůli tomu skoro přestala psát a pila hodně alkoholu. Bullitt, který získal výhradní péči o Anne, se s Bryantovou rozvedl v roce 1930. Bryantová zemřela ve Francii v roce 1936 a byla pohřbena ve Versailles. V roce 1998 skupina obyvatel Portlandu obnovila její hrob, který byl zanedbán.